# Tuinmuseum van Suzhou

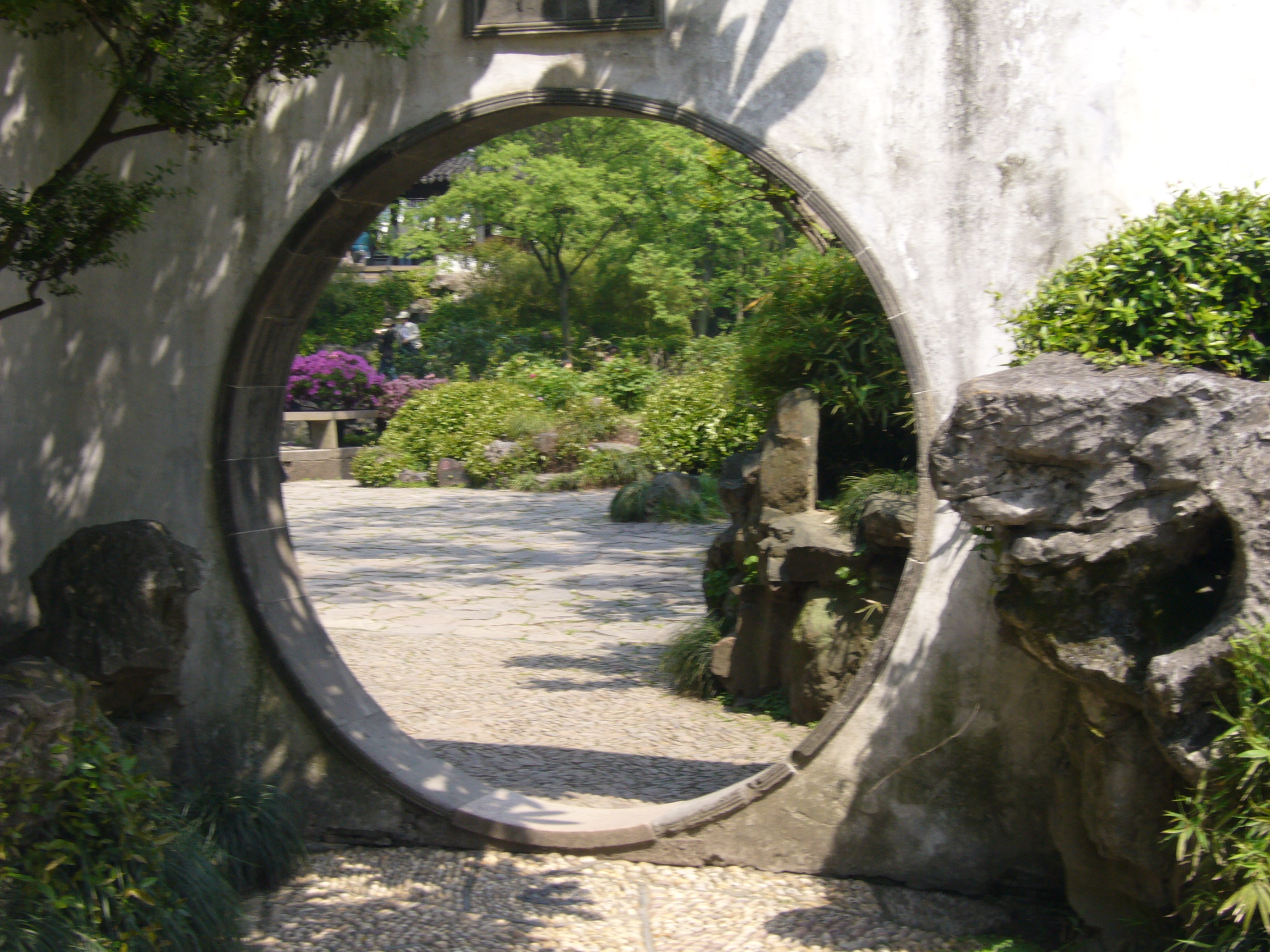
Tuinmuseum van Suzhou

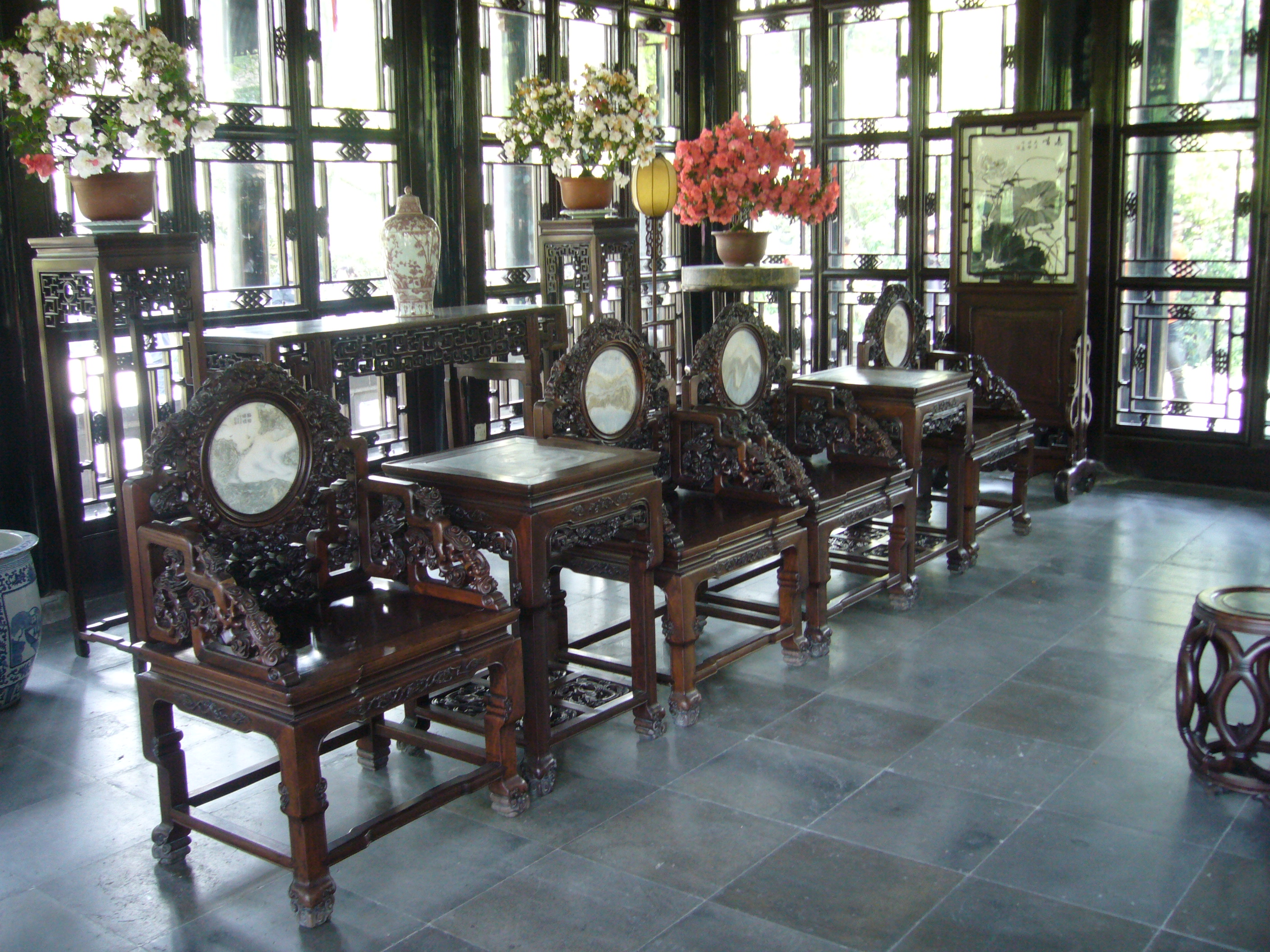
Interieur van het paviljoen

Het 'Tuinmuseum van Suzhou is een museum in de Chinese stad Suzhou. De geschiedenis van het museum gaat terug tot het begin van de 16e eeuw.
De geschiedenis van de tuinen in Suzhou gaat terug naar de 5e eeuw v.Chr., maar de mooiste tuinen dateren uit de tijd van de Ming- en Qing-dynastieën. Er zijn ongeveer 60 tuinen bewaard gebleven. Naast de "Tuin van de Nederige Bestuurder", waarin het Tuinmuseum ligt, zijn vooral de "Tuin van de Meester van de Visnetten" uit 1140 en de "Tuin van de Politiek der Simpelen" uit de 16e eeuw bekend.

## De Tuin van de Nederige Bestuurder
Het museum ligt aan de rand van de "Tuin van de Nederige Bestuurder" ("Humble Administrator's Garden" in het Engels). Deze is in 1513 aangelegd door ene Wu, een hooggeplaatste mandarijn uit Peking, die ontslag moest nemen omdat ontdekt was dat hij steekpenningen had aangenomen. Terug in Suzhou kocht hij een stuk grond van 520 hectare en liet de tuin aanleggen. Deze is vooral beroemd om de 32 soorten lotussen, die bloeien tussen juni en oktober. Ruim 60% van het park is water.
In de tuin bevindt zich een paviljoen, dat is ingericht als traditionele ontvangstruimte. Aan de noordkant hiervan ligt een rechthoekige vijver met verschillende soorten lotussen. Achter de vijver is een heuvel met rotsen, en daarachter een tuin met verschillende soorten bamboe.
Er is een groot verschil tussen de keizerlijke en de particuliere tuinen in China. In de keizerlijke tuinen wordt aan allerlei tradities voldaan, in de particuliere tuinen daarentegen, zoals die van dit museum, krijgt de landschapsarchitect meer de vrije hand.